# Sulfenamid
Sulfenamidi su klasa organosumpornih jedinjenja sa opštom formulom RSNR'2, gde R i R' označavaju H, alkil, ili aril. Sulfenamidi su našli široku primenu u vulkanizaciji gume koristeći sumpor. Oni su srodni sa oksidovanim jedinjenjima sulfinamidima (RS(O)NR'2) i sulfonamidima (RS(O)2NR'2).

## Priprema
Sulfenamidi se obično pripremaju reakcijom sulfenil hlorida i amina:
RSCl  +  R'2NH   →   RSNR'2  +  HCl
Formiranje S-N veze generalno sledi pravila standardne bimolekulske nukleofilne supstitucije, pri čemu je bazni centar azota nukleofil. Formiranje primarnih sulfenamida se odvija koristeći reakciju sulfenil halida sa amonijakom. Dodatno, primarni kao i sekundarni i tercijarni amini formiraju sulfenamide putem reakcije sa, tiolima, disulfidima, i sulfenil tiocijanatima. U jednoj ilustrativnoj sintezi, trifenilmetansulfenil hlorid i butilamin reaguju u benzenu na 25 C:
Ph3CSCl  +  2BuNH2  →  Ph3CSN(H)Bu + BuNH3Cl
Poznati su mnogi drugi putevi formiranja sulfenamida, počevši od tiola i disulfida.
RSSR  +  2R'2NH  + Ag+   →  RSNR'2  +  AgSR  + R'2NH2+

## Struktura
Sulfenamidi su okarakterisani pomoću rendgenske kristalografije. S-N veza u sulfenamidima je hiralna osa koja dovodi do formiranja dijastereoizomernih jedinjenja. Postojanje tih distinktnih stereoizomera je posledica formiranja parcijalne dvostruke veze između bilo sumpornog ili azotnog slobodnog elektronskog para i antivezujućih orbitala drugih atoma. Osim toga odbijanje glomazne grupe supstituenta i slobodnog para može da doprinese interkonverzacionom otporu. Rezultirajuća torziona barijera može da bude veoma velika i varira u opsegu od 12-20 kcal/mol. Smatra se da interakcije zavise od torzionih preferencija (što je isto tako poznato kao gauche efekat). Atom azota je obično piramidalan, mada cilični i jako sterno ometeni acikliči sulfenamidi mogu da imaju planarni aranžman veza oko atoma azota.